# 誠信高等学校
誠信高等学校（せいしんこうとうがっこう）は、愛知県丹羽郡扶桑町大字斉藤字本新須に所在する私立高等学校。

## 概要
設置者は学校法人愛知江南学園。
かつては愛知江南短期大学と姉妹校であった。

## 建学の精神・校訓

### 建学の精神
- 「人こそすべて」[1]

※ 世の中で一番尊いものは人であり、その魂である。「人こそすべて」を建学の精神とし、心を磨き真理と正義を愛する人間を育成したい。

### 校訓
- 誠実  - 人には誠の心で接する。
- 努力 - 自分の限界を超えて努める。
- 創造 - 工夫をしてものを作り上げる。

## 沿革
元々紡績関連のサン・ファイン株式会社（1981年（昭和56年）3月に林紡績株式会社（かつては名証や大証（現在の東証）1部に上場していた）が1979年（昭和54年）2月に会社更生法の適用を申請して事実上倒産し、1981年（昭和56年）3月の更生計画認可と同時にサン・ファインに社名変更した）扶桑工場に勤務する若い女子を対象とした昼間定時制の企業内高等学校であった。現在は男女共学の全日制課程が開設され、定時制課程は廃止されている。
- 1972年（昭和47年）4月 - 誠信高校の前身である学校法人林学園による林第二高等学校開校[1]（定時制課程（昼間）家政科[1]、普通科[1]、女子のみ）。
- 1981年（昭和56年）4月 - 学校名を林第二高等学校から現在の誠信高等学校へ改称する[1]。
- 1992年（平成4年）4月 - 男女共学の全日制課程開設[1]。
- 2003年（平成15年）3月 - 定時制課程（普通科・女子）廃止[1]。
- 2005年（平成17年） - 制服を改定。耐震工事により3棟校舎を改装。2棟校舎と3棟校舎の各教室にエアコンを設置。
- 2007年（平成19年） - 全館の校舎の各教室にエアコンの設置が完了　耐震工事により体育館を改装。
- 2008年（平成20年） - 老朽化していた2棟校舎を改装。
- 2011年（平成23年） - 老朽化していた1棟校舎を改装。
- 2012年（平成24年） - 4号棟を新設。
- 2017年（平成29年） - 女子バレーボール部がインターハイ初出場[3]。
- 2018年（平成30年） - 女子バレーボール部がインターハイ2年連続出場。
- 2019年（平成31年） - 女子バレーボール部が春の高校バレー初出場。
- 2021年（令和3年） - 女子バレーボール部が2年ぶりの春の高校バレーで準々決勝（ベスト8）進出。
- 2022年（令和4年） - 女子バレーボール部がインターハイに4年ぶりの出場で3回戦(ベスト16)進出。

## サン・ファイン
2003年（平成15年）にサン・ファイン株式会社は規模を縮小し、工場は閉鎖となったのち倒産した。現在は4社に分社し、介護事業、労働者派遣事業など別業態の事業をおこなっている。
隣接するサンファイン扶桑工場の跡地にはイオンが大型ショッピングセンターを開業することになり、2003年（平成15年）8月9日にイオン扶桑ショッピングセンター（現在のイオンモール扶桑）が開業した。

## 主な部活動
- 女子バレーボール部

近年の愛知県を代表する強豪校の一つ。
以前は地区予選敗退のチームだったが、2012年に星城バレー部OBの中村与直監督が赴任してからは着実に力をつけ5年後に全国大会初出場を果たした。これまでにインターハイに3度、春高に2度出場している。2021年の春高では3回戦で優勝候補の共栄学園を破り、ベスト8に進出し準々決勝で大阪国際滝井にフルセットの末敗れた。

## 卒業生
- 岩島由佳（バレーボール選手）
- 小澤諒祐（実業家、ドローンカメラマン）

### 姉妹校
- 愛知江南短期大学
  - 2023年（令和5年）閉校。その他、愛知江南短期大学付属幼稚園も同じ学校法人が運営しているため、提携関係にある。
- 誠和高等学校
  - 1997年（平成9年）廃校。誠信高等学校の姉妹校であった。なお、誠信高等学校は誠和高等学校の継承校となっている。